# Erika McEntarfer
Erika Lee McEntarfer (gener de 1973) és una economista i funcionària estatunidenca.
Nomenada al juliol del 2023 per l'aleshores president dels Estats Units, Joe Biden, com a Comissionada de l'Oficina d'Estadístiques Laborals (en anglèsː Bureau of Labor Statistics, BLS) i confirmada pel senat al gener del 2024, va ocupar la seva funció fins a la seva evicció el 1r d'agost de 2025 pel President Donald Trump unes quantes hores després de la publicació d'un informe jutjat desfavorable sobre la creació de llocs de feina als Estats Units pel que fa al mes de juliol del 2025.
La seva destitució ha desfermat una polèmica important sobre la salut de l'economia estatunidenca i la voluntat del govern de manipular les dades econòmiques del país., presagiant crisis de confiança dels inversors envers l'economia americana.